# Gersem Baniwa
Gersem José dos Santos Luciano, nascido com os nomes indígenas Karama (em nheengatu) e Mapolero (em baniwa), conhecido como Gersem Baniwa (Yaquirana Rendá, São Gabriel da Cachoeira, 1964) é um líder indígena, ativista, educador, antropólogo, filósofo, escritor brasileiro da etnia indígena Baniwa.

## Biografia
Tendo recebido os nomes indígenas de Karama (em nheengatu), sua língua materna, e Mapolero (em baniwa), sua língua paterna, Gersem Baniwa nasceu em 1964 no pequeno sítio Yaquirana Rendá (em português "Sítio Jaquirana") que integra a aldeia baniwa Lakirana, situada às margens do rio Içana, espaço que integra a Terra Indígena Alto Rio Negro, localizada no município de São Gabriel da Cachoeira (Amazonas).
Seus anos iniciais teriam sido profundamente marcados pela vida na aldeia baniwa, onde aprendeu as lições, morais, espirituais e as relações socioculturais, decisivas para a formação de sua personalidade e identidade.
Entre os anos de 1975 e 1985, quando tinha 12 anos, Gersem teria passado a estudar no regime de internato com missionários salesianos em diversos centros missionários, situados em locais distantes de sua aldeia, quando só retornava durante as férias.
Essa época foi responsável por proporcionar uma formação educacional característica da sociedade não indígena, mas também lhe proporcionou a Gersem ter contato com o preconceito, o egoísmo, o individualismo, a desigualdade, a injustiça, a competição e a falta de solidariedade, vivências que o levaram a direcionar sua vida para uma militância política, acadêmica e profissional.

## Formação e carreira acadêmica
No início da década de 1990, Gersem Baniwa foi aprovado no vestibular da Universidade Federal do Amazonas (UFAM) para uma licenciatura em filosofia em um campus avançado que a UFAM havia decidido implantar em São Gabriel da Cachoeira. Combinando militância indígena, com atuação profissional e estudo, ele concluiu o seu curso em 1995.
Na década de 2000, Gersem Baniwa ingressou no mestrado em Antropologia Social na Universidade de Brasília (UnB), onde defendeu dissertação em 2006, sob orientação do professor Henyo Trindade Barreto Filho, quando se tornou o primeiro indígena a se tornar mestre em Antropologia no Brasil.
Esta titulação que o habilitou a ingressar no doutoramento na mesma instituição, onde desenvolveu pesquisa sob orientação do professor Stephen Grant Baines, que o levou a ser titulado como doutor em Antropologia Social pela UnB.
Em outubro de 2010, Gersem defendeu tese de doutorado com o título “Escola Indígena para manejo e domesticação do mundo: os desafios da educação escolar indígena no Alto Rio Negro”, na qual ele relata um pouco sobre sua vida pessoal. Nesse relato conta da infância na aldeia, os anos de estudo em um internato missionário, o encontro com o movimento indígena e sua trajetória profissional, correlacionando com as especificidades da realidade baniwa no Alto Rio Negro.
Em 2009, Gersem Baniwa foi aprovado no concurso público de professor efetivo da UFAM onde ele lecionou na licenciatura intercultural indígena dessa universidade até o ano de 2021, quando foi redistribuído para a Universidade de Brasília (UnB).
Assim, desde 2022, Gersem Baniwa se tornou a segunda pessoa indígena a ocupar o cargo de professor efetivo da UnB, sendo a doutora Altaci Corrêa Rubim Kokama, da etnia kokama, a primeira indígena a ocupar essa posição universitária naquela instituição.

## Militância pelos direitos indígenas
Gersem Baniwa é um ativista que possui uma trajetória articulando a militância em defesa de seu povo com uma contínua formação educacional. Após concluir o ensino médio, Gersem se tornou professor temporário da rede estadual de ensino em aldeias baniwas. Este cargo lhe levou a se tornar uma liderança da comunidade local, visto que a fluência no idioma português lhe permitia fazer a mediação com o mundo externo às aldeias.
Resultado disso é que, ainda na década de 1980, Gersem já participava de assembleias com lideranças indígenas da região do Alto Rio Negro, em São Gabriel da Cachoeira, para discutir questões envolvendo mineração e projetos governamentais de colonização e ocupação de fronteira pelo governo brasileiro da época.
No primeiro desses encontros, uma assembleia que reunia 300 lideranças indígenas, foi decisiva para que Gersem compreendesse sua identidade como indigena, pois até então ele somente se compreendia como um "Baniwa", além de marcar seu ativismo, pois nela foi fundada a Federação das Organizações Indígenas do Rio Negro (FOIRN), sendo que Gersem, por ser um dos Baniwas que se destacaram na oportunidade, foi eleito como vice-presidente da FOIRN.
No mesmo ano de fundação da FOIRN, Gersem contribuiu com a criação da Associação das Comunidades Indígenas do Rio Içana (ACIRI), entidade que se tornou a primeira organização indígena baniwa. A formação e atuação dessas entidades levou a surgimento de perseguições, ameaças e violências aos povos indígenas da região por empresas e militares, o que levou a Gersem intensificar a sua luta diante da gravidade da situação.
Em 1996, Gersem foi eleito Coordenador Geral da Coordenação das Organizações Indígenas da Amazônia Brasileira (COIAB) para o mandato de dois anos, o qual só pode exercer por um ano e meio em virtude de ter sido nomeado secretário municipal, o que levou a se licenciar da função social.
Além de integrar a Articulação dos Povos Indígenas do Brasil (APIB), Gersem Baniwa foi um dos fundadores que participou da criação do Acampamento Terra Livre (ATL), maior e principal assembleia dos povos e organizações indígenas do Brasil, que ocorre anualmente em Brasília sempre no mês de abril.

## Cargos públicos
Após a conclusão de sua graduação, Gersem se engajou junto na campanha que levou à eleição do primeiro prefeito petista em São Gabriel da Cachoeira no ano de 1996, a despeito de ele não ser um indígena. Nessa época, ele foi nomeado Secretário Municipal de Educação da Prefeitura de São Gabriel da Cachoeira em 1997, tornando-se um dos primeiros indígenas a assumir um cargo público naquele município.
Entre 2007 a 2011, Gersem Baniwa ocupou o cargo de Coordenador Geral de Educação Escolar Indígena da da Secretaria de Educação Continuada, Alfabetização e Diversidade (Secad) do Ministério da Educação (MEC).
Ele também exerceu o cargo de conselheiro do Conselho Nacional de Educação (CNE) por vários mandatos.

## Pensamento

### Relação dos povos indígenas com a terra e com a natureza
Gersem Baniwa defende que a existência de uma forte relação dos povos indígenas com o espaço territorial e com a natureza em que se sobressai a beleza e a vitalidade necessárias para conferir força, energia, sentido e vida às lutas políticas desses povos.
Essa noção seria incompreensível para as sociedades não indígenas, principalmente para seus governantes e elites dirigentes, o que acaba sendo uma perda para as civilizações baseadas no paradigma da modernidade.
A interrelação entre povos indígenas, território e natureza que é um ideia que se fortalece e perpetua continuamente na medida em que tudo faz parte de um mesmo corpo orgânico, interdependente e sistêmico.

### Mudança nos paradigmas epistemológicos
Gersem Baniwa é defensor da ideia de que é impossível abordar a educação intercultural sem um questionamento da base epistemológica que define os processos formativos dela, que segundo Gersem seria o que ele chama de “epistemologia colonial”. Assim, seria urgente uma ruptura das formas únicas de visão do mundo que essa epistemologia proporciona ao pensar de maneira padronizada as experiências entre os seres vivos e a própria produção do conhecimento.
Para Gersem Baniwa, a “epistemologia colonial” seria caracterizada por um paradigma antropocêntrico e etnocêntrico que, inicialmente, separa os seres humanos da natureza, hierarquizando-os e tornando-os superiores aos demais seres e, então, apresenta uma compreensão ancorada na legitimação da violência e no apagamento da memória e das culturas de povos não-brancos e não-ocidentais.
A proposta para superação desse paradigma epistemológico para Gersem Baniwa é a transgressão que se daria no plano da mentalidade por meio da adoção da perspectiva indígena como direcionadora: “A cultura colonial não aceita de forma alguma que até hoje não há sinais de superação dos povos originários. O indígena é considerado um ser inassimilável pela cultura dominante. Aquele que não adere, que não se entrega. Por isso, indesejável. Nesse sentido que o modo de vida dos indígenas, se não servir como alternativa, ao menos é outra forma de viver”.

## Obras
Livros:
- "Educação escolar indígena no século XXI: encantos e desencantos". 1. ed. Rio de Janeiro: Mórula; Laced, 2019. v. 1. 296p.Um olhar sobre a educação escolar indígena no século XXI
- "Educação para manejo do mundo: entre a escola ideal e a escola real no Alto Rio Negro". 1. ed. Rio de Janeiro: Contracapa, 2014. v. 1. 229p.Educação para manejo do mundo: entre a escola ideal e a escola real no Alto Rio Negro.
- “O Índio Brasileiro: o que você precisa saber sobre os povos indígenas no Brasil de hoje” (2006) lançado pelo MEC e pela UNESCO.[2]